# Nicholas Burnell, 1. Baron Burnell

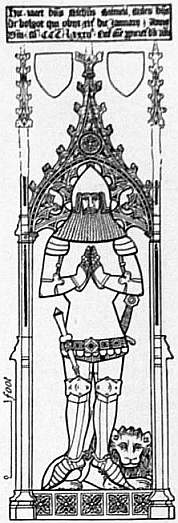
Brasse von Nicholas Burnell. Abbildung in der 1911 erschienenen Encyclopædia Britannica

Nicholas Burnell, 1. Baron Burnell (* um 1323; † 19. Januar 1383) war ein englischer Adliger.
Nicholas Burnell wurde als Nicholas Haudlo als jüngerer Sohn von John de Haudlo und dessen Frau Maud geboren. Seine Mutter hatte 1315 den umfangreichen Besitz ihres Bruders Edward Burnell, 1. Baron Burnell geerbt, und Nicholas erbte als jüngerer Sohn diese Besitzungen. Entsprechend änderte er 1348 seinen Namen in Nicholas Burnell. Am 24. November 1350 wurde er per Writ of Summons ins Parlament berufen, womit er als Baron Burnell gilt. Nachdem die beiden Töchter seines Neffen Edmund de Haudlo, dem einzigen Sohn seines ebenfalls bereits verstorbenen älteren Bruders Richard de Haudlo 1355 gestorben waren, wurde er am 15. Mai 1355 auch zum Erben seines Vaters. Burnell nahm an Feldzügen während des Hundertjährigen Kriegs in Frankreich teil, dabei beanspruchte er gegen Robert de Morley das Recht, dessen Wappen zu führen. Der Fall wurde schließlich während der Belagerung von Calais 1346 dem Court of Chivalry zur Entscheidung vorgelegt. Das Gericht gab schließlich Burnell recht. Dieser Streit gehört zu den ältesten bekannten Fällen um die Führung eines Wappens. Er wurde in der Kirche St Mary’s in Acton Burnell begraben, wo sein Grabdenkmal mit einer Brasse erhalten ist.
Vor dem 12. Juli 1339 wurde Nicholas mit Mary verheiratet, deren Herkunft unbekannt ist. Mit ihr hatte er mindestens einen Sohn, der sein Erbe wurde:
- Hugh Burnell, 2. Baron Burnell (um 1347–1420)